# Consell General del Yonne
El Consell General del Yonne és l'assemblea deliberant executiva del departament francès del Yonne a la regió de Borgonya - Franc Comtat. La seva seu es troba a Auxerre. Des de 2011, el president és André Villiers (NC)

## Antics presidents del Consell
- Jean-Marie Rolland (UMP) (2008-2011)
- Henri de Raincourt (UMP) (1992-2008)
- Jean Chamant (RPR) (1970-1992)
- Paul Arrighi (1958-1969)
- Jean Moreau (RI) (1949-1958)
- Maxime Courtis (1945-1949)
- Bienvenu Martin (1910-1940)
- Jules Folliot (1900-1909)
- Gustave Coste (1891-1899)
- Jules Régnier (1889-1891)
- Jules Guichard (1886-1889)
- Charles Lepère (1871-1886)
- Adolphe Vuitry (1865-1870)
- Marie-Denis Larabit (1853-1864)
- Horace-Laurent Bertrand (1848-1852)
- Julien-Marin-Paul Vuitry (1843-1847)
- Le marquès de Louvois (1834-1842)
- François Meslier (1832-1833)
- El marquès de Louvois (1831-1831)
- César-Laurent, comte de Chastellux (1829-1829)
- El marquès de Villefranche (1826-1828)
- François Meslier-Poussard (1825-1825)
- Joseph-Guy-Louis-Hercule-Dominique de Tulle de Villefranche (1822-1824)
- François Meslier-Poussard (1819-1821)
- Auguste-Michel-Félicité Le Tellier, marquès de Louvois de Souvré (1818-1818)
- François Meslier-Poussard (any XII - 1817)
- Dominique-Nicolas Rozé (any XI)
- François Meslier-Poussard (any X)
- Edme Legros (any VIII- any IX)
- Jean-Batiste Laporte (1792- any II)
- Louis-Michel Lepeletier de Saint-Fargeau (1791-1792)
- André-Thomas-Alexandre Marie-d'Avigneau (1790-1791)

## Composició
El març de 2011 el Consell General del Yonne era constituït per 42 elegits pels 42 cantons del Yonne.
| Partit                        | Sigles | Electes |
| ----------------------------- | ------ | ------- |
| Oposició (15 escons)          |        |         |
| Partit Socialista             | PS     | 4       |
| Partit Comunista Francès      | PCF    | 2       |
| Divers gauche                 | DVG    | 8       |
| Sense etiqueta                | SE     | 1       |
| Majoria (27 escons)           |        |         |
| Unió pel Moviment Popular     | UMP    | 14      |
| Divers droite                 | DVD    | 8       |
| Nou Centre                    | NC     | 3       |
| Partit Cristianodemòcrata     | PCD    | 1       |
| Sense etiqueta                | SE     | 1       |
| President del Consell General |        |         |
| André Villiers (NC)           |        |         |